# 미즈코시 준
미즈코시 준(일본어: 水越 潤 1975년 1월 15일 ~ )는 일본의 전 축구 선수이다.

## 구단 경력
과거 알비렉스 니가타, 방포레 고후에서 활동하였다.